# 山科ゆり
山科 ゆり（やましな ゆり、1953年10月26日 - ）は、日本の元女優。本名：嵯峨 正子（さが まさこ）、身長157cm、B80-W58-H85cm、血液型A型。

## 人物・来歴
秋田県秋田市出身。演劇にあこがれ高校中退後上京。独立プロ系成人映画（向井寛監督作品）に津村冴子という芸名で数本出演。
ロマンポルノに路線転向した日活にスカウトされ入社。1971年『色暦女浮世絵師』でデビュー。当初は本名で出演していたが、4作目の『さすらいの情事』から山科ゆりの芸名となる。
1973年4月公開の『昼下がりの情事 古都曼荼羅』が初主演作。
初期の日活ロマンポルノの主力の一人として主役から助演まで幅広く活躍。色白で腺病質な雰囲気から虐げられるヒロイン役が多いが、作品に応じて芯の強い女や冷たい悪女も演じ分けることもできた。
同時期にロマンポルノに出演していた風間杜夫との共演が多く、風間のロマンポルノ出演14作品中8作品で共演している。
70年代半ばから並行してテレビドラマにも顔を見せるようになる。特に『電撃！ストラダ5』は、現役の成人映画スターがテレビで演じたレギュラーヒロインとしては現在に至るも唯一の例であり、しかも異色のコスチュームSFアクションものであった。
1983年、結婚を期に引退している。

## 出演作品

### 映画
- 色暦女浮世絵師（1971年、日活 、監督：曾根中生） - おみね　※嵯峨正子名義
- O・L日記 牝猫の匂い （1972年、日活、監督 藤井克彦） - 藤村恵子　※嵯峨正子名義
- 濡れた唇（1972年、日活、監督 神代辰巳） - 幸子　※嵯峨正子名義
- しなやかな獣たち（1972年、日活、監督 加藤 彰） - 昌子　※嵯峨正子名義
- さすらいの情事（1972年、日活、監督 西村昭五郎） - 道子
- らしゃめんお万 雨のオランダ坂（1972年、日活、監督 曾根中生） - お菊
- 薔薇のためいき（1972年、日活、監督 西村昭五郎） - 笹原ユミ
- 白い女郎花（1972年、日活、監督 藤井克彦） - 小糸
- 新宿真夜中物語 男と女（1972年、日活、監督 小原宏裕） - 麗子
- らしゃめんお万 彼岸花は散った（1972年、日活、監督 曾根中生） - 莫蓮お菊
- 続・色暦大奥秘話－淫の舞－（1972年、日活、監督 林功） - おるり
- 恍惚の朝（1972年、日活、監督 加藤 彰） - 川本則子
- 闇に浮かぶ白い肌（1972年、日活、監督 西村昭五郎） - 宗形綾子
- 艶説 お富与三郎（1972年、日活、監督 加藤 彰） - おさわ
- 団地妻 昼下がりの悶え（1972年、日活、監督 西村昭五郎） - 佐伯節子
- 艶説女侠伝 お万乱れ肌（1972年、日活 監督 藤井克彦 ) - 照子
- 戦国ロック 疾風の女たち（1972年、日活、監督 長谷部安春） - ねね
- おさな妻の告白 衝 ショック 撃（1973年、日活、監督 西村昭五郎） - 野間冴子
- 実録白川和子 裸の履歴書（1973年、日活、監督 曾根中生） - 本人役
- 女高生SEX暴力（1973年、日活、監督 白井伸明） - 洋子
- 職業別SEX攻略法（1973年、日活、監督 林 功） - 中川恵子
- 昼下がりの情事 古都曼荼羅（1973年、日活、監督 小沼 勝） - 額村みな子
- (秘)女郎責め地獄（1973年、日活、監督 田中登） - お蝶
- (秘)大奥外伝 淫薬おんな狂乱（1973年、日活、監督 近藤幸彦） - 全有院好栄
- 女地獄 森は濡れた（1973年、日活、監督 神代辰巳） - 花
- 女高生肉体暴力（1973年、日活、監督 近藤幸彦） - 小柳エミ
- 濡れた荒野を走れ（1973年、日活、監督 澤田幸弘） - 清水まり子
- 真夜中の妖精（1973年、日活、監督 田中 登）  - カナリア
- 戦争と人間（1973年、日活、監督 山本薩夫） - 伍代満州支社長秘書
- 女調査員SEXレポート 主婦売春（1973年、日活、監督 白鳥信一） - 浅倉夏子
- ためいき（1973年、日活、監督 曾根中生） - 純子
- 狂棲時代（1973年、日活、監督 白鳥信一） - 永井典子
- 続ためいき（1974年、日活、監督 曾根中生） - 純子
- 白い娼婦 花芯のかたまり（1974年、日活、監督 小沼 勝） - 沢田京子
- 赤ちょうちん（1974年、日活、監督 藤田敏八） - ミキ子
- すけばん刑事 ダーティー・マリー（1974年、日活、監督 長谷部安春） - 竹内和代
- 秘本乱れ雲（1974年、日活、監督 西村昭五郎） - 富子
- くノ一淫法 百花卍がらみ（1974年、日活、監督 曾根中生） - 青狐
- 花嫁は濡れていた（1974年、日活、監督 近藤幸彦） - 恵子
- トルコ風呂(秘)昇天（1974年、日活 11月9日、監督 林 功） - 高野優子
- 房総ペコペコ節 おんな万祝（1974年、日活、監督 白井伸明） - オソメ
- 実録・元祖マナ板ショー（1975年、日活、監督 藤井克彦） - 真弓
- 赤線本牧チャブヤの女（1975年、日活、監督 白鳥信一） - 佐野君江
- レスビアンの世界－恍惚－（1975年、日活、監督 小沼 勝） - かずみ
- 薔薇と鞭（1975年、日活、監督 遠藤三郎） - 水沢ユキ
- 襟裳岬（1975年、日活、監督 加藤 彰） - バーの女
- 続・レスビアンの世界-愛撫-（1975年、日活、監督 曾根中生） - 岸本マリ
- わななき（1975年、日活、監督 西村昭五郎） - 木原夫人
- レスビアンの女王 続・桐かおる（1975年、日活、監督 藤井克彦） - 能代マリ
- トルコマル秘最前線-密技96手-（1975年、日活、監督 遠藤三郎） - 辺見 弓
- 新・レスビアンの世界-陶酔-（1975年、日活、監督 西村昭五郎） - 宮川梨絵
- 新・団地妻 夫婦交換（1975年、日活、監督 白鳥信一） - 高木ルミ子
- 新・実録おんな鑑別所-恋獄-（1976年、日活、監督 小原宏裕） - 草壁文子
- 犯す!（1976年、日活、監督 長谷部安春） - ジーパンの娘
- 淫絶未亡人（1976年、日活、監督 曾根中生） - 沢みどり
- 暴行切り裂きジャック（1976年、日活、監督 長谷部安春） - 拘束衣の娘
- 女囚101 性感地獄（1976年、日活、監督 林 功） - 小林ユキ
- 国際線スチュワーデス 官能飛行（1976年、日活、監督 藤井克彦） - ヘレン佐藤
- 絶頂の女（1976年、日活、監督 遠藤三郎） - 由希
- レイプ25時 暴　姦（1977年、日活、監督 長谷部安春） - ルリ子
- 野球狂の詩（1977年、日活、監督 加藤 彰） - 信子
- 壇ノ浦夜枕合戦記（1977年、日活、監督 神代辰巳） - 伎王
- ホテル強制わいせつ事件 犯して!（1977年、日活、監督 藤原惟二） - 印南涼子
- 若妻日記 悶える（1977年、日活、監督 林 功） - 早苗
- 星空のマリオネット（1978年、ATG 1月21日、監督 橋浦方人） - キイ子
- 赤穂城断絶 (1978年、東映 10月28日、監督 深作欣二)
- 皮ジャン反抗族（1978年、東映 12月2日、監督 長谷部安春） - ペギイ
- 俺達に墓はない（1979年、東映セントラルフィルム、監督 澤田幸弘） - アケミ
- 団鬼六 縄と肌（1979年、にっかつ、監督 西村昭五郎） - 雪代
- レイプハリケーン裂く!!（1979年、にっかつ、監督 白井伸明） - 豆千代
- 赤い暴行（1980年、にっかつ、監督 曾根中生） - 枝川ひとみ
- 修道女・黒衣の中のうずき（1980年、にっかつ、監督 白井伸明） - 友子
- 花街の母（1980年、東宝、監督 西河克己） - アケミ
- 女子大生 快楽あやめ寮（1980年、にっかつ、監督 藤井克彦） - 美香
- 快楽学園 禁じられた遊び（1980年、にっかつ 11月21日、監督 神代辰巳） - 女教師
- 単身赴任 情事の秘密（1981年、にっかつ、監督 白井伸明） - ゆかり
- 女教師のめざめ（1981年、にっかつ、監督 藤井克彦） - 石井貴子
- 天使のはらわた 赤い淫画（1981年、にっかつ、監督 池田敏春） - 山田
- ズームアップ 聖子の太腿（1982年、にっかつ、監督 小原宏裕） - いくえ

### テレビドラマ
- 電撃!! ストラダ5（1974年、NET / 日活）- 星カオリ / アンドロメダ[1]
- ザ・ボディガード 第17話「復讐に来た女」（1974年、NET / 東映）
- イナズマンF 第16話「謎の女 その名はデスパー秘密捜査官」（1974年、NET / 東映）- K麻耶
- ちんどんどん（1975年、NTV）
- 特別機動捜査隊 （NET / 東映）
  - 第709話「華麗なる殺人計画」（1975年）- 嵯峨晃子
  - 第778話「天使の乳房に泣く」（1976年）- 中根美佐
- 俺たちの旅 第19話「新婚旅行がまた大変です」（1976年、NTV / ユニオン映画）
- 特捜最前線（ANB / 東映）
  - 第73話「蝶が舞う殺人現場!」（1978年）- 梶間泰江
  - 第103話「帰ってきたスキャンダル刑事! I」（1979年）- 吉岡春子
- 柳生一族の陰謀（KTV）
  - 第6話「根来忍者は死なず」（1978年） - 峯丸
  - 第34話「やわ肌の秘密」（1979年） - お久
- 大江戸捜査網（東京12チャンネル / 三船プロ）
  - 第378話「怪盗組織の罠を暴け」（1979年）
- 大江戸捜査網(4) 「幻の盗賊団」（1979年、TX） - お絹
- 八丁堀あばれ軍団 第5話（1979年、TX） - お新
- 土曜ワイド劇場 「血痕」（1979年、ANB）- 松下すず子
- 不毛地帯 第12話・第13話（1979年、MBS）- まち子
- 大空港 第54話「ザ・キラー」（1979年、CX / 松竹）- 辺見裕子
- 恋のかけら～大阪物語～（1980年、KTV） - サチコ
- 鬼平犯科帳 第25話「妙義の團衛門」（1980年、ANB / 東宝・中村プロダクション）-おやえ
- 西部警察（ANB / 石原プロモーション）
  - 第36話「燃える導火線」（1980年）- 川村妙子
  - 第76話「灼熱の追跡」（1981年）- 野崎明美
  - 第90話「天使の身代金」（1981年）- 小松静江
- 太陽にほえろ!（NTV / 東宝）
  - 第466話「ひとりぼっちの死」（1981年）- 香取敬子
  - 第496話「ジプシーとラガー」（1982年）- ホステス・香
- 生きる 第19話「トルコ嬢殺人事件」（1981年、ANB / 東映）- アリス
- キッド（1981年、NTV・ユニオン映画）- 明田加奈
- 銀河テレビ小説 まわりみち（1981年、NHK）- 田島春子
- 仕掛人・藤枝梅安 梅安蟻地獄（1982年、CX / 東宝）- お吉（お蝶・お京）
- 西部警察 PART-II（ANB / 石原プロモーション）- おかめそばの花子
  - 第7話「狙われた天使」～ 第10話「大追跡!! 静岡市街戦 -静岡・前編-」（1982年）
  - 第12話「10年目の疑惑」～ 第15話「ニューフェイス!! 西部機動軍団」（1982年）
  - 第17話「絶命!! 暴走トラック」（1982年）
  - 第22話「大空の追跡」（1982年）
  - 第27話「傷だらけの天使」（1982年）
  - 第34話「トリック・ジャック」（1983年）
- 暁に斬る! 第5話「医者が差し出す女体御供」（1982年、KTV / ヴァンフィル）- おしん
- 眠狂四郎円月殺法 第14話「津軽恨み節孤愁剣-天竜川の巻」（1983年、TX / 歌舞伎座テレビ）- おしま
- 新・女捜査官 第15話「ライフル魔に監禁された料理教室の女達」（1983年、ABC / テレパック）